# Căianu
Căianu (in ungherese Magyarkalyán) è un comune della Romania di 2474 abitanti, ubicato nel distretto di Cluj, nella regione storica della Transilvania.
Il comune è formato dall'unione di 6 villaggi: Bărăi, Căianu, Căianu Mic, Căianu-Vamă, Vaida-Cămăraș, Văleni.
Dal 2008 è parte integrante della Zona metropolitana di Cluj Napoca